# Paea Wolfgramm
Paea Wolfgramm (Vava'u, 1 de dezembro de 1971) é um ex-pugilista tonganês. Apelidado de "O Guerreiro de Tonga", Wolfgramm ganhou a medalha de prata na categoria Super-pesado nos Jogos Olímpicos de Verão de 1996 - até hoje, a única do país.